# پائولو سورنتینو
پائولو سورنتینو (به ایتالیایی: Paolo Sorrentino) (ایتالیایی: [ˈpa:olo sorrenˈti:no]؛ زادهٔ ۳۱ مه ۱۹۷۰) کارگردان، فیلمنامه‌نویس و نویسندهٔ ایتالیایی است. فیلم او به نام زیبایی بزرگ در سال ۲۰۱۳ برندهٔ جوایز اسکار، گلدن گلوب، و بفتا برای بهترین فیلم خارجی شد. در ایتالیا نیز ۸ بار دیوید دی دوناتلو و ۶ بار روبان نقره‌ای را از آنِ خود کرده‌است.
آثارر سورنتینو به‌عنوان کارگردان و فیلمنامه‌نویس شامل ایل دیوو، پیامدهای عشق، دوست خانوادگی، اینجا باید همان‌جا باشد، و سریال تلویزیونی پاپ جوان می‌شود که بابت آن‌ها ۳ شیر کن، چهار جایزهٔ فیلم ونیز و چهار جوایز فیلم اروپا را دریافت کرد.
او با نویسندگان و تهیه‌کنندگانی از جمله فرانچسکا سیما، نیکولا جولیانو، تونی سرویلو، و لوکا بیگاتسی کار می‌کند. بازیگران آثار او عمدتاً شامل سابرینا فریلی، فنی اردان، ایزابلا فراری، النا سوفیا ریچی، شان پن، فرانسیس مک‌دورمند، ریکاردو اسکامارچو، جود لا، فابریتسیو بنتیوولیو، نانی مورتی، فیلیپو اسکوتی، کارلو وردونه، آنتونیو آلبانیزه، و فرانک لانگلا می‌شود.
او همچنین با ترانه‌سرایان آنتونلو وندیتی، پالوما فیت، و مارک کوزلک کار کرده و سه کتاب به زبان ایتالیایی منتشر کرده‌است.

## زندگی حرفه‌ای

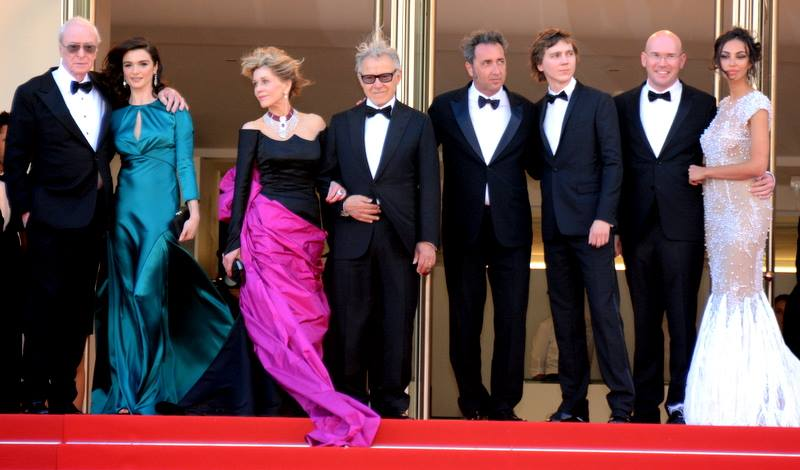
کارگردان و ستارگان «جوانان» در جشنواره فیلم کن 2015

سورنتینو در سال ۱۹۷۰ در ناحیهٔ آرنلا در ناپل متولد شد و در سن ۱۶ سالگی پس از درگذشت پدر و مادرش، یتیم شد. اولین فیلم او به عنوان فیلمنامه‌نویس، گرد و خاک در ناپل در سال ۱۹۹۸ اکران شد. او همچنین کارگردانی فیلم‌های کوتاهی از جمله عشق حد و مرزی ندارد در سال ۱۹۹۸ و شب طولانی در سال ۲۰۰۱ را آغاز کرد. اولین فیلم بلندش مرد اضافی است که جایزهٔ روبان نقره‌ای را برای بهترین کارگردان جوان از آن خود کرد.
او در سال ۲۰۰۴ برای فیلم هیجان‌انگیز پیامدهای عشق (Le conseguenze dell'amore) به شهرت بین‌المللی دست یافت. این فیلم که طرز فکر یک تاجر تنها را بررسی می‌کند که توسط مافیا به عنوان مهره مورد استفاده قرار می‌گیرد، جوایز بسیاری را به دست آورد و نامزد نخل طلا در جشنواره فیلم کن ۲۰۰۴ شد.
فیلم بعدی سورنتینو، دوست خانوادگی (L'amico di famiglia) بود که در جشنواره فیلم کن در ماه مه و در جشنواره فیلم لندن در اکتبر ۲۰۰۶ به نمایش درآمد؛ این فلیم داستان یک رباخوار بدجنس هفتاد ساله را بازگو می‌کند که تعلق خاطر شدید به دختر زیبای یکی از مشتریانش دارد.
فیلم بعدی سورنتینو ایل دیوو بود که زندگی جولیو آندرئوتی را به تصویر می‌کشد. فیلم که جایزهٔ هیئت داوران را در جشنوارهٔ فیلم کن ربود، نتیجهٔ همکاری مجدد سورنتینو با ستارهٔ فیلم پیامدهای عشق، تونی سرویلو است.
اینجا باید همان‌جا باشد اولین فیلم انگلیسی این فیلم‌ساز ایتالیایی بود که داستان آن دربارهٔ یک ستارهٔ راک میانسال و ثروتمند با بازی شان پن است که در دوران بازنشستگی دلزده می‌شود و جستجو برای یافتن نگهبان یک اردوگاه آلمانی که پدرش در آنجا زندانی بود را به عهده می‌گیرد. این نگهبان اکنون مخفیانه در ایالات متحده آمریکا زندگی می‌کند. نویسندگی این فیلم توسط سورنتینو و اومبرتو کونتارلو انجام شده‌است. این فیلم برای نخستین بار در جشنواره فیلم کن ۲۰۱۱ به نمایش درآمد.
او در سال ۲۰۱۳ زیبایی بزرگ (La Grande Bellezza) را ساخت که برندهٔ جایزهٔ اسکار برای بهترین فیلم بین‌المللی را در هشتاد و ششمین دوره جوایز اسکار شد. این فیلم همچنین برندهٔ بفتا برای بهترین فیلم غیر انگلیسی‌زبان در شصت و هفتمین دوره جوایز بفتا شد و نیز توانست جایزهٔ بهترین فیلم غیر انگلیسی‌زبان جوایز گلدن گلوب را تصاحب کند. زیبایی بزرگ نامزد نخل طلا در جشنواره فیلم کن ۲۰۱۳ نیز شده بود. این فیلم همچنین جوایز متعددی را در بیست و ششمین جوایز فیلم اروپا دریافت کرد، از جمله «بهترین فیلم» و «بهترین کارگردان» برای سورنتینو.
جوانی در سال ۲۰۱۵ دومین فیلم انگلیسی سورنتینو بود و مایکل کین در نقش یک رهبر بازنشستهٔ ارکستر در آن بازی می‌کند.
در سال ۲۰۲۱ سورنتینو فیلم دست خدا (È stata la mano di Dio) که در ناپل فیلم‌برداری شده‌بود را ساخت.گاردین در مقاله‌ای دربارهٔ این فیلم، آن را «شخصی‌ترین» فیلم سورنتینو تا به امروز خواند.

## فیلم‌شناسی

### گزیدهٔ فیلم‌ها
| سال  | عنوان                  | کارگردان | نویسنده | نقش         | توضیحات    |
| ---- | ---------------------- | -------- | ------- | ----------- | ---------- |
| ۱۹۹۸ | گرد و خاک در ناپل      |          | آری     |             |            |
| ۲۰۰۱ | مرد اضافی              | آری      | آری     |             |            |
| ۲۰۰۴ | پیامدهای عشق           | آری      | آری     |             |            |
| ۲۰۰۶ | دوست خانوادگی          | آری      | آری     |             |            |
| ۲۰۰۶ | کیمن                   |          |         | شوهرِ آیدا   |            |
| ۲۰۰۸ | ایل دیوو               | آری      | آری     |             |            |
| ۲۰۰۹ | سؤالی از قلب           |          |         | دوستِ آلبرتو |            |
| ۲۰۱۱ | اینجا باید همان‌جا باشد | آری      | آری     |             |            |
| ۲۰۱۳ | زیبایی بزرگ            | آری      | آری     |             |            |
| ۲۰۱۴ | ریو، دوستت دارم        | آری      | آری     |             | بخش: "بخت" |
| ۲۰۱۵ | جوانی                  | آری      | آری     |             |            |
| ۲۰۱۸ | لورو                   | آری      | آری     |             |            |
| ۲۰۲۱ | دست خدا                | آری      | آری     |             |            |
| ۲۰۲۴ | پارتنوپه               | آری      | آری     |             |            |

### فیلم‌های کوتاه و مستندها
| سال  | عنوان                                                       | کارگردان | نویسنده | توضیحات                                   |
| ---- | ----------------------------------------------------------- | -------- | ------- | ----------------------------------------- |
| ۱۹۹۴ | Un paradiso                                                 | آری      | آری     | فیلم کوتاه                                |
| ۱۹۹۸ | L'amore non ha confini                                      | آری      | آری     | فیلم کوتاه                                |
| ۲۰۰۱ | La notte lunga                                              | آری      | آری     | فیلم کوتاه                                |
| ۲۰۰۲ | La primavera del 2002. L'Italia protesta, l'Italia si ferma | آری      |         | مستند                                     |
| ۲۰۰۴ | Giovani talenti italiani                                    | آری      |         | مستند بخش: Quando le cose vanno male      |
| ۲۰۰۹ | La partita lenta                                            | آری      | آری     | فیلم کوتاه                                |
| ۲۰۰۹ | L'Aquila 2009. Cinque registi tra le macerie                | آری      |         | مستند Segment: L'assegnazione delle tende |
| ۲۰۱۰ | Napoli 24                                                   | آری      | آری     | مستند Segment: La principessa di Napoli   |
| ۲۰۱۱ | In the Mirror                                               | آری      | آری     | تبلیغاتی                                  |
| ۲۰۱۴ | Sabbia                                                      | آری      |         | تبلیغاتی آرمانی                           |
| ۲۰۱۴ | The Dream                                                   | آری      | آری     | تبلیغاتی بولگاری                          |
| ۲۰۱۷ | Killer in Red                                               | آری      | آری     | تبلیغاتی Campari                          |

### تلویزیون
| سال  | عنوان                     | کارگردان | نویسنده | توضیحات     |                                     |
| ---- | ------------------------- | -------- | ------- | ----------- | ----------------------------------- |
| ۲۰۰۰ | La squadra                |          | آری     |             | ۲ اپیزود                            |
| ۲۰۰۴ | Sabato, domenica e lunedì | آری      |         |             | فیلم تلویزیونی                      |
| ۲۰۱۰ | Boris                     |          |         | در نقش خودش | اپیزود: "Nella rete"                |
| ۲۰۱۴ | Le voci di dentro         | آری      |         |             | فیلم تلویزیونی                      |
| ۲۰۱۶ | پاپ جوان                  | آری      | آری     |             | ۱۰ اپیزود؛ و سازنده                 |
| ۲۰۱۹ | پاپ جدید                  | آری      | آری     |             | ۹ اپیزود؛ و سازنده                  |
| ۲۰۲۰ | Homemade                  | آری      | آری     |             | اپیزود: "Voyage Au Bout De La Nuit" |
| ۲۰۲۱ | Cinque pezzi facili       | آری      |         |             | ۵ اپیزود                            |